# Sous-région de Pori
La sous-région de Pori (finnois : Porin seutukunta) est une sous-région de Satakunta en Finlande. 
Au niveau 1 (LAU 1 ) des unités administratives locales définies par l'union européenne elle porte le numéro 043.

## Municipalités
La sous-région de Pori regroupe les municipalités suivantes :
| Blason              | Municipalité       |
| ------------------- | ------------------ |
| Harjavallan vaakuna | Harjavalta (ville) |
| Huittisten vaakuna  | Huittinen (ville)  |
| Kokemäen vaakuna    | Kokemäki (ville)   |
| Merikarvian vaakuna | Merikarvia (kunta) |
| Nakkilan vaakuna    | Nakkila (kunta)    |
| Pomarkun vaakuna    | Pomarkku (kunta)   |
| Porin vaakuna       | Pori (ville)       |
| Ulvilan vaakuna     | Ulvila (ville)     |

## Population
Depuis 1980, l'évolution démographique de la sous-région de Pori, au périmètre du 1er janvier 2017, est la suivante:
| Année      | 1980    | 1985    | 1990    | 1995    | 2000    | 2005    | 2010    | 2015    |
| ---------- | ------- | ------- | ------- | ------- | ------- | ------- | ------- | ------- |
| population | 144 583 | 144 998 | 142 772 | 141 981 | 138 809 | 137 006 | 136 417 | 135 151 |

## Politique
Les résultats de l'élection présidentielle finlandaise de 2018:
- Sauli Niinistö   64.1%
- Laura Huhtasaari   11.0%
- Pekka Haavisto   7.8%
- Paavo Väyrynen   5.7%
- Tuula Haatainen   4.1%
- Merja Kyllönen   3.9%
- Matti Vanhanen   3.0%
- Nils Torvalds   0.4%